# Микробная петля
Микробная петля — это трофический путь преобразования растворенного органического вещества (РОВ) с участием бактериальной биомассы. Сначала РОВ поглощают бактерии, которых поглощают простейшие, которыми, в свою очередь, питается зоопланктон. В этой точке микробная петля соединяется с основной пищевой цепью. 

Данный термин был введен Ф. Эземом  с соавторами в их основополагающей статье, в которой было показано, что бактерии используя часть продукции фитопланктона, формируют на базе линейной трофической цепи (фитопланктон — зоопланктон — нектон) микробную трофическую сеть или микробную петлю.

## Концепция микробной петли
Суть концепции заключается в том, что большая часть органических веществ, образуемых первичными продуцентами в водоемах, переходит в растворимую форму в процессах прижизненного внеклеточного выделения и разложения клеток фитопланктона. Растворимые органические вещества не доступны метазойному планктону, и поэтому не поступают в линейную трофическую цепь. Их главными потребителями являются гетеротрофные бактерии, которыми питаются фаготрофные протисты, в первую очередь гетеротрофные нанофлагелляты. Гетеротрофные нанофлагелляты являются пищевым объектом инфузорий и других представителе микропланктона. Одноклеточный планктон выедается многоклеточным. Таким образом, значительная часть первичной продукции сначала ассимилируется в микробной трофической цепи, и только потом усваивается метазойным планктоном.

Таким образом, зоопланктон развивается за счет крупного фитопланктона — компонента пастбищных пищевых цепей, и за счет гетеротрофных простейших — компонента микробных пищевых цепей.

## Компоненты планктонной микробной трофической сети
| Группы организмов            | Выполняемая функция |
| ---------------------------- | --- |
| Гетеротрофные бактерии       | Минерализация автохтонного и аллохтонного органического вещества                                                                                      |
| Гетеротрофные нанофлагелляты | Потребление гетеротрофных бактерий и пикопланктона |
| Инфузории                    | Потребление фитопланктона, жгутиконосцев и бактерий. Способны осуществлять фотосинтез                                                                 |
| Гетеротрофные динофлагелляты | Потребление фитопланктона, простейших и бактерий |
| Саркодовые                   | Потребление бактерий, водорослей, цианобактерий и коловраток. Контролируют биомассу цианобактерий в период их массового развития в эвтрофных водоемах |
| Миксотрофные простейшие      | Способны к фотосинтезу, а также потребляют бактерий                                                                                                   |
| Грибы и дрожжи               | Конкурируют с бактериями и археями за растворенное органическое вещество                                                                              |